# Campanet
Campanet es una localidad y municipio español de la comunidad autónoma de Islas Baleares. Situado en el noroeste de la isla de Mallorca, el lugar es famoso por sus cuevas.

## Toponimia
La palabra Campanet se trata de un mozarabismo que deriva del latín tardío capanna y del plural arábigo kapanät, que significa conjunto de cabañas.

## Demografía
Campanet cuenta con una población de 2824 habitantes (INE 2024).
| Gráfica de evolución demográfica de Campanet entre 1842 y 2021                                                        |
| |
| Población de derecho según los censos de población del INE. Población de hecho según los censos de población del INE. |